# 요와라역
요와라역(일본어: 榎原駅)은 일본 미야자키현 니치난시에 위치한 규슈 여객철도 니치난 선의 철도역이다. 상대식 승강장 2면 2선의 구조를 갖춘 지상역이다.

## 이용 현황
| 승차 인원 추이 | 승차 인원 추이 |
| 연도           | 1일 평균       |
| -------------- | -------------- |
| 2002           | 38             |
| 2003           |                |
| 2004           | 21             |
| 2005           | 15             |
| 2006           | 14             |
| 2007           | 12             |
| 2008           | 15             |
| 2009           | 17             |
| 2010           | 14             |
| 2011           | 12             |
| 2012           | 15             |

## 역 주변
- 요와라 진자
- 니치난 시청 요와라 지소

## 역사
- 1935년 4월 15일 : 시부시 선 시부시 - 이 역간 개업에 의해 종착역으로서 개업.
- 1936년 3월 1일 : 이 역 - 오도쓰 간 개업에 의해 중간역으로 한다.
- 1963년 5월 8일 : 니치난 선 미나미미야자키 - 기타고 간 개업에 의해 니치난 선 편입.
- 1987년 4월 1일 : 일본국유철도 분할 민영화에 의해, 규슈 여객철도가 승계.

## 인접 역
| 니치난 선                      | 니치난 선               | 니치난 선              |
| ------------------------------ | ----------------------- | ---------------------- |
| 난고 미나미미야자키 방면       | ■ 쾌속 '니치난 마린 호' | 휴가오쓰카 시부시 방면 |
| 다니노쿠치 미나미미야자키 방면 | ■ 보통                  | 휴가오쓰카 시부시 방면 |